# Darwin Football Stadium
Het Darwin Football Stadium is een multifunctioneel stadion in Darwin, een stad in Australië. Het stadion wordt ook Larrakia Park genoemd en maakt deel uit van een groter sportcomplex, Marrara Sporting Precinct.
Het stadion wordt vooral gebruikt voor voetbalwedstrijden, verschillende voetbalclubs uit Darwin maken gebruik van dit stadion. In het stadion is plaats voor 6.000 toeschouwers, waarvan ruim 1000 plekken zitplaatsen zijn. 
Het stadion werd geopend op 28 juli 2007 met de openingswedstrijd tussen Perth Glory en Melbourne Victory.